# 丁双胍
丁二胍，又名丁双胍，药品名丁福明（INN：（buformin）），是一种口服降血糖药，於1957年被合成，主要用于二型糖尿病的治疗，与二甲双胍、苯乙双胍同属于双胍类口服降血糖药。

## 化学性质
盐酸丁二胍是白色或黄色，无味，晶体粉末，嚐起來有微酸苦味。
熔点 174 到 177°C，为强碱，可溶于水、甲醇、乙醇，不溶于氯仿和醚类。
分配系数 (log P 辛醇-水) -1.20E+00；水溶性在25°C为 7.46E+05 毫克/升。蒸汽压于25°C 为 1.64E-04 毫米汞柱  (估计值)。

## 作用机理
盐酸丁二胍能够延迟肠胃途径的糖吸收，增加胰岛素敏感性和细胞的糖摄入，并且抑制肝糖合成。盐酸丁二胍和其他双胍类口服降糖药一样，不是以直接降血糖为主要作用机理，而是对抗血糖水平过高。服用不会产生低血糖的现象，但能够有效降低糖尿病人的空腹与餐后血糖。

## 剂量
日常给药剂量为 150–300 毫克 口服。

## 副作用与用药禁忌
常见副作用为食欲匮乏，恶心，腹泻，口中有金属味和体重减轻。有糖尿病昏迷，酮酸中毒，严重感染或创伤者禁用。

## 毒性
盐酸丁二胍由于可能导致乳酸堆积的機率增加，而在一些国家被下市。目前在罗马尼亚、匈牙利、台湾和日本仍作为处方药被应用。乳酸堆积症一般只在盐酸丁二胍血浆浓度超过的 0.60 微克/毫升的病人中发生，在肾功能正常的患者中十分罕见。

## 抗癌作用
盐酸丁二胍和二甲双胍还有苯乙双胍一样，抑制癌细胞生长和发育。其抗癌机制是由于其可以阻断瓦氏效应，并且将癌细胞的供能途径从细胞基质糖解逆转回依靠线粒体的丙酮酸途径。 